# Anaxyrus terrestris
O Anaxyrus terrestris (Southern Toad em inglês, algo como "sapo - meridional" ou "sapo-do-sul"), é um sapo médio nativo do sudeste dos Estados Unidos da América, cuja distribuição vai do leste de Louisiana ao sudeste da Carolina do Norte, sendo mais comum em áreas com solo arenoso. Sua coloração em geral é marrom, embora possa ser vermelha, cinza ou preta. Sua alimentação é constituída por uma variedade de espécies de insetos e invertebrados.